# Ruciii (Ruciii), Rozdolne
Ruciii (în ucraineană Руч'ї) este localitatea de reședință a comunei Ruciii din raionul Rozdolne, Republica Autonomă Crimeea, Ucraina.

## Demografie
Componența lingvistică a localității Ruciii
     Rusă (64,66%)
     Ucraineană (25,3%)
     Tătară crimeeană (4,43%)
     Alte limbi (0,32%)
Conform recensământului din 2001, majoritatea populației localității Ruciii era vorbitoare de rusă (64,66%), existând în minoritate și vorbitori de ucraineană (25,3%), tătară crimeeană (4,43%) și armeană (2,85%).